# Podarcis tiliguerta
La lagartija tirrena (Podarcis tiliguerta) es una especie  de reptil escamoso  de la familia Lacertidae endémica de Córcega y Cerdeña, que mide entre 200-250 mm. Habita terrenos muy secos, especialmente en zonas montañosas, hasta los 1800 m de altitud. Las hembras ponen entre 6 y 12 huevos.